# 24438 Michaeloy
24438 Michaeloy è un asteroide della fascia principale. Scoperto nel 2000, presenta un'orbita caratterizzata da un semiasse maggiore pari a 2,3701213 UA e da un'eccentricità di 0,0941834, inclinata di 5,63218° rispetto all'eclittica.